# Менекей (баща на Креон)
Вижте пояснителната страница за други личности с името Менекей.
Менекей (на старогръцки: Μενοικεύς, Menoikeus) в древногръцката митология е благородник от Тива в Беотия, произлизащ от спартиатите. Той е син на Оклас и внук на Пентей (потомък на цар Кадъм и богинята Хармония). Водачът на негова колесница се нарича Периер.
Баща е на Креон (той става цар на Тива, след смъртта на Едип или след като Етеокъл и Полинейк, определени за владетели на полиса от отишлия в изгнание техен баща Едип се убиват един-друг във войната на Седемте срещу Тива), Хипонома и Йокаста (майката на Едип).